# ニューセレクト
ニューセレクト株式会社（英: NEW SELECT CO.,LTD）は、CNCiグループに属する日本の映画配給会社。

## 概要
外国映画を買い付けし、「アルバトロス・フィルム」というレーベル名で配給、宣伝を行っている。
このほか、グループ会社全般でDVDソフトの発売・販売やテレビ局、VOD配信事業者への販売および洋画、邦画の配給、DVDの販売などの受託も行っている
また、邦画の自社製作・配給にも取り組んでいる。
なお、2025年4月24日付けでCNCiグループのスターキャットに完全子会社化されており、「アルバトロス・フィルム」のレーベル名は今後「スターキ
ャットアルバトロス・フィルム」のレーベル名で配給展開される予定である。

## 事業内容
- 外国映画の輸入、配給、宣伝、販売
- DVDソフトの企画、製作、販売
- テレビ局への販売、VOD配信事業への販売

## 過去の主な映画配給実績
- 読書する女（1989年9月公開）
- マルセルの夏（1991年8月公開）
- マルセルのお城（1991年12月公開）
- 愛を弾く女（1993年7月公開）
- フランスの女（1995年12月公開）
- モーテルカクタス（1998年12月公開）
- 奇人たちの晩餐会（1999年12月公開）
- アメリ（2001年11月公開）
- ダーク・ブルー（2002年10月公開）
- 小さな中国のお針子（2003年1月公開）
- ベッカムに恋して（2003年4月公開）
- キリクと魔女（2003年8月公開）
- 大統領の理髪師（2005年2月公開）
- 善き人のためのソナタ（2007年2月公開）　※アカデミー外国映画賞
- リダクテッド　真実の価値（2008年10月公開）
- クララ・シューマン　愛の協奏曲（2009年7月公開）
- カティンの森（2009年12月公開）
- ウディ・アレンの夢と犯罪（2010年3月公開）
- 華麗なるアリバイ（2010年7月公開）
- 人生万歳!（2010年12月公開）
- 黄色い星の子供たち（2011年7月公開）
- 灼熱の魂（2011年12月公開）
- 星の旅人たち（2012年6月公開）
- グレイヴ・エンカウンターズ（2012年6月公開）
- 屋根裏部屋のマリアたち（2012年7月公開）
- ソハの地下水道（2012年9月公開）
- 東ベルリンから来た女（2013年1月公開）
- 少女は自転車にのって（2013年12月公開）
- ビフォア・ミッドナイト（2014年1月公開）
- ワレサ　連帯の男（2014年4月公開）
- パガニーニ　愛と狂気のヴァイオリニスト（2014年7月公開）
- 悪童日記（2014年10月公開）
- アドバンスト・スタイル　そのファッションが、人生（2015年5月公開）
- ヴィヴィアン・マイヤーを探して（2015年10月公開）
- 孤独のススメ（2016年4月公開）
- レジェンド　狂気の美学（2016年6月公開）
- ラスト・タンゴ（2016年7月公開）
- 歌声にのった少年（2016年9月公開）
- エゴン・シーレ　死と乙女（2017年1月公開）
- メットガラ　ドレスをまとった美術館（2017年4月公開）
- 残像（2017年6月公開）
- ヒトラーへの285枚の葉書（2017年7月公開）
- パッション・フラメンコ（2017年8月公開）
- シンクロナイズドモンスター（2017年11月公開）
- ドリス・ヴァン・ノッテン　ファブリックと花を愛する男（2018年1月公開）
- ナチュラルウーマン（2018年2月公開）　※アカデミー外国映画賞
- 未来を乗り換えた男（2019年1月公開）
- デス・ショット（2019年2月公開）
- 12か月の未来図（2019年4月公開）
- 無双の鉄拳（2019年6月公開）

## グループ会社
- アルバトロス株式会社